# Rozciągłość pokładu
Rozciągłość pokładu – krawędź przecięcia płaszczyzny stropu lub spągu pokładu z płaszczyzną poziomą.